# Littorina modesta
Littorina modesta är en snäckart som beskrevs av Philippi 1846. Littorina modesta ingår i släktet Littorina och familjen strandsnäckor. Inga underarter finns listade i Catalogue of Life.